# Joseph Ofei Ansah
Joseph Ofei Ansah – ghański piłkarz grający na pozycji obrońcy. W swojej karierze grał w reprezentacji Ghany.

## Kariera klubowa
W swojej karierze piłkarskiej Ansah grał w klubie Hearts of Oak.

## Kariera reprezentacyjna
W latach 1978–1980 Ansah grał w reprezentacji Ghany.